# Miro Zalar

Denna biografiska artikel behöver ett porträtt som inte är skyddat av upphovsrätt. Om du har en upphovsrättsfri bild på personen, eller en bild som du tagit själv, så är du mer än välkommen att ladda upp den.

Kazimir "Miro" Zalar, född 24 mars 1957 i Ljubljana i Slovenien (i dåvarande Jugoslavien), är en svensk journalist och tränare och före detta friidrottare (stavhopp). Han dominerade svenskt manligt stavhopp under 1980-talet, slog svenskt rekord ett antal gånger och nådde 1982 fjärde plats i friidrotts-EM.

## Biografi

### Bakgrund
Zalar är född i forna Jugoslavien (Slovenien) men kom som ung till Sverige och via Degerfors till Karlskrona. 
Han började med stavhopp i början av 1970-talet och tog snart över rollen som svensk rekordinnehavare efter Kjell Isaksson. Under ett drygt decennium tillhörde han den svenska eliten och nådde framgångar internationellt.

### 1980-talet
Miro Zalar vann SM i stav åren 1980 till 1986 (resultat 5,35, 5,30, 5,40, 5,41, 5,30, 5,35 samt 5,51) och dessutom 1988 (5,40).
Zalar var med vid OS i Moskva 1980, där han blev tia.
Vid inne-EM 1982 kom han åtta. Den 9 september 1982, vid EM i Aten där han kom fyra, tangerade Zalar Kjell Isakssons gamla rekord från 1970-talet (5,55). Samma år blev han vald till Stor Grabb nummer 332 i friidrott.
1983 förbättrade han det svenska rekordet, genom att den 24 augusti hoppa 5,61 i Zurich. Han var detta år med vid VM i Helsingfors där han kom sjua på 5,50.
Vid OS 1984 i Los Angeles slogs han ut i kvalet.
1986 förbättrade Zalar sitt svenska rekord inte mindre än tre gånger. Först hoppade han den 21 juni 5,62 i Luzern. Därefter klarade han 5,65 vid tävlingar i Västerås den 26 juni. Till sist tog han 5,70 i Nyköping den 2 juli. Senare samma sommar missade han dock EM i Stuttgart på grund av en skada.
1987 deltog han i VM i Rom, där han kom på tolfte plats.
Zalar behöll det svenska rekordet fram tills Peter Widén slog det 1991.

### Senare år
Efter att Zalar avslutat karriären som aktiv stavhoppare började han snart som tränare. Som sådan har han lotsat fram ett antal stavhoppstalanger i Karlskronaklubben KA2. Peter Widén, Patrik Stenlund och Patrik Klüft (född Kristiansson) är några av hans adepter. Widén blev som bäst femma vid VM i Tokyo 1991 och Kristiansson tog brons vid VM i Paris 2003.
Sedan 2001 arbetar Zalar även som expertkommentator för Radiosporten.
Sedan 2013 har Zalar även varit konditionstränare för ishockeylaget Karlskrona HK. Han var med när laget avancerade till SHL 2015.

## Meriter
- OS 1980 - 10:e plats
- EM 1982 - 4:e plats
- VM 1983 - 7:e plats
- OS 1984 - utslagen i kvaltävlingen
- VM 1987 - 12:e plats